# Об'єднана військова база Макгвайр-Дікс-Лейкгерст
Об'єднана військова база Макгвайр-Дікс-Лейкгерст (англ. Joint Base McGuire–Dix–Lakehurst, JB MDL) — об'єднана міжвидова військова база Збройних сил США, що розташована на відстані 29 км південно-східніше Трентона, штат Нью-Джерсі. Об'єднана військова база Макгвайр-Дікс-Лейкгерст утворена 1 жовтня 2009 року у зв'язку з реорганізацію Збройних сил США і є єдиною військовою базою, де розміщені компоненти від усіх шести видів ЗС США. База створена шляхом злиття авіаційної бази Повітряних сил Макгвайр, армійської бази Форт-Дікс і авіаційної інженерної бази ВМС Лейкгерст.
Військова база була створена відповідно до рішення Конгресу на виконання рекомендацій Комісії з оптимізації та закриття баз 2005 року. Законодавством визначалося об'єднати три об'єкти, які були територіально суміжними, але окремими військовими об'єктами різних видів Збройних сил, в одну спільну базу, одну з 12, утворених у США в результаті імплементації закону.
Макгвайр-Дікс-Лейкгерст займає 42 000 акрів й є пунктом постійної дислокації для багатьох формувань та органів військового управління, які забезпечують широкий спектр бойових можливостей. База простягається понад 20 миль зі сходу на захід. Вона розташована у двох найбільших округах Нью-Джерсі, Берлінгтон і Оушен, і включає частини восьми муніципалітетів: район Райтстаун і селища Нью-Гановер, Норт-Ганновер, Пембертон і Спрінгфілд в окрузі Берлінгтон, а також селища Джексон, Манчестер, і Пламстед в окрузі Оушен. 87-е крило забезпечує керівництво і підтримку управління 3933 об'єктами інфраструктури вартістю приблизно 9,3 мільярда доларів США. Понад 44 000 льотчиків, солдатів, матросів, морських піхотинців, службовців берегової охорони, цивільних осіб і членів їхніх сімей живуть і працюють на й навколо JB MDL, що має економічний вплив на штат Нью-Джерсі.

## Галерея

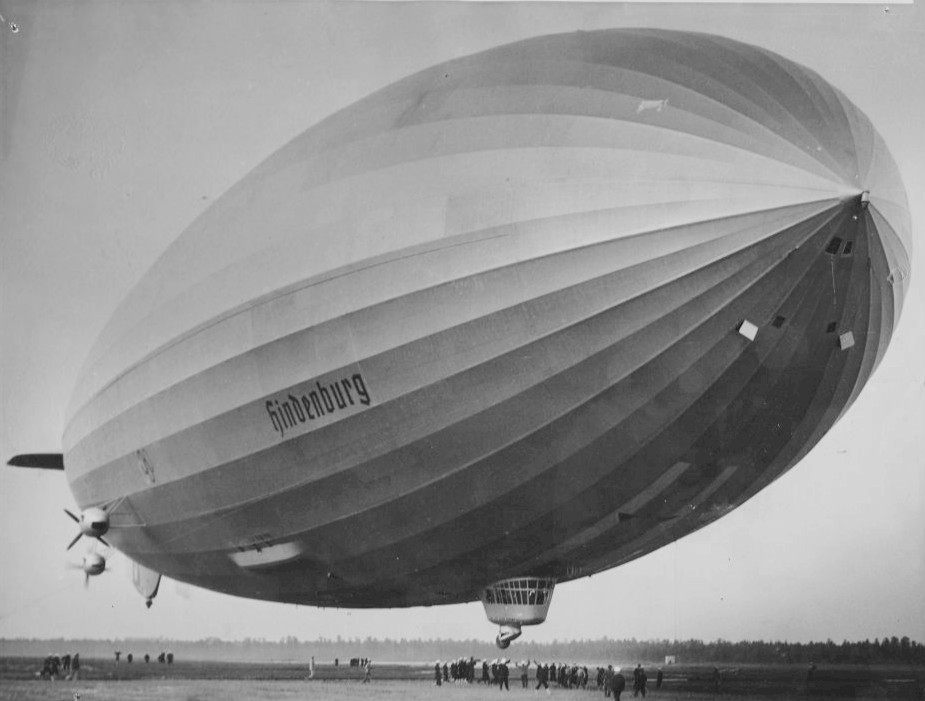
Посадка німецького дирижабля «Гінденбург» на базу «Лейкгерст». 9 травня 1936
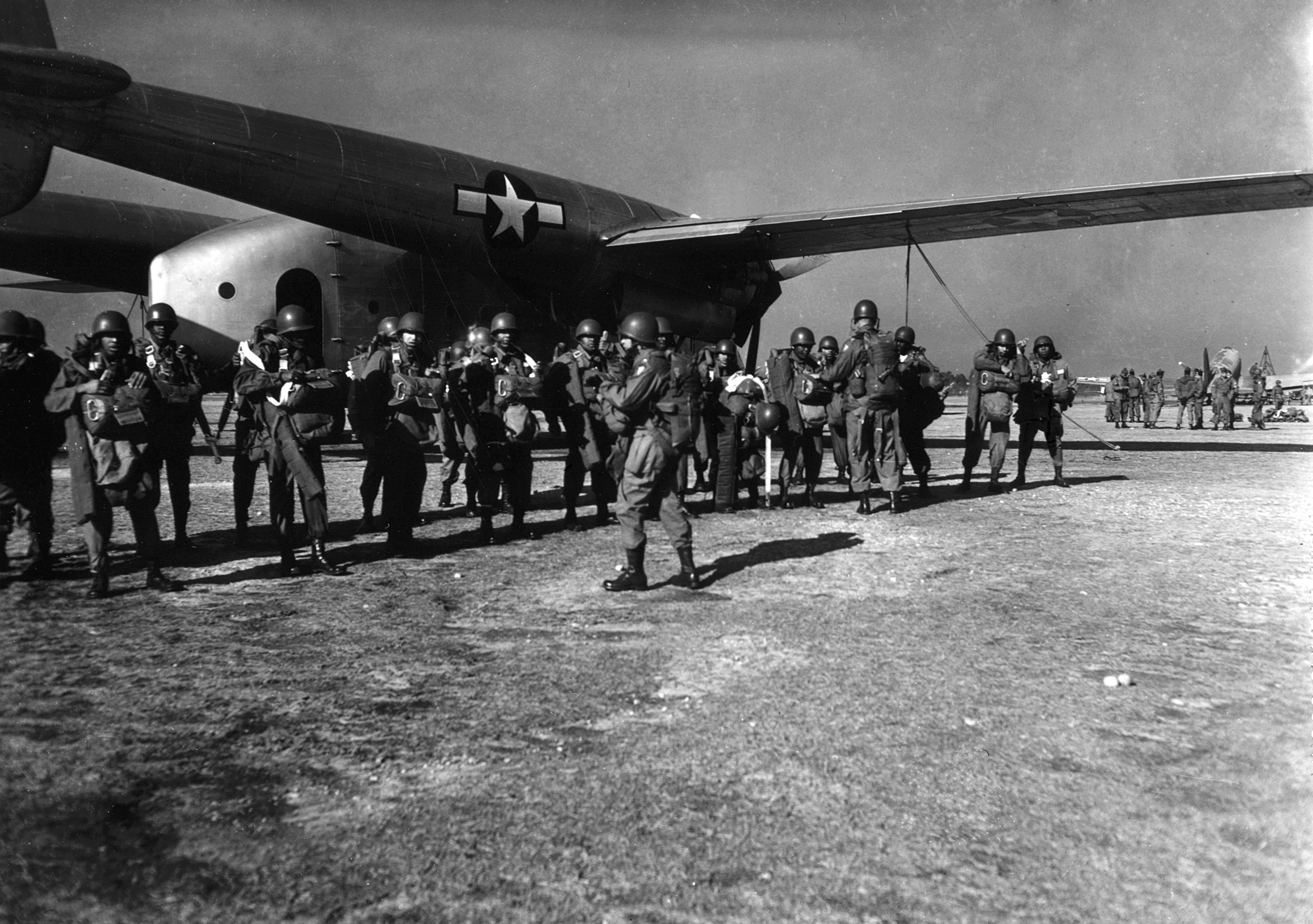
Американські десантники 555-го парашутно-десантного полку перед десантуванням з C-82 «Пекет». Форт-Дікс. 1947
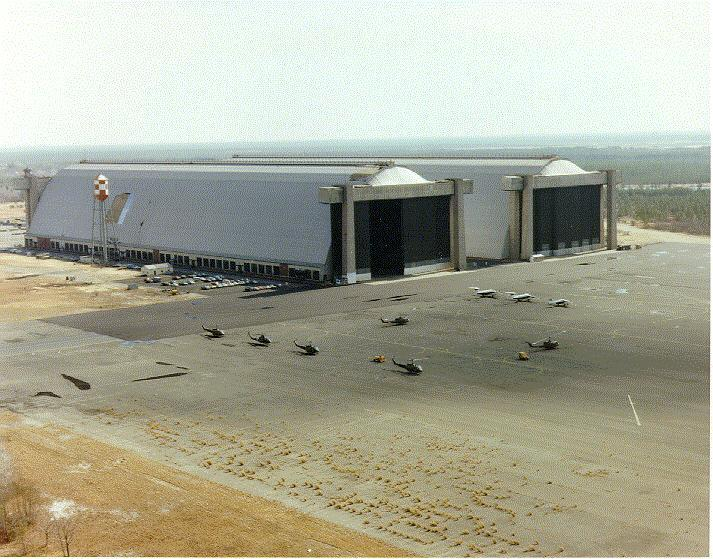
Ангари для дирижаблів ВМС США на авіаційній інженерній базі Лейкгерст
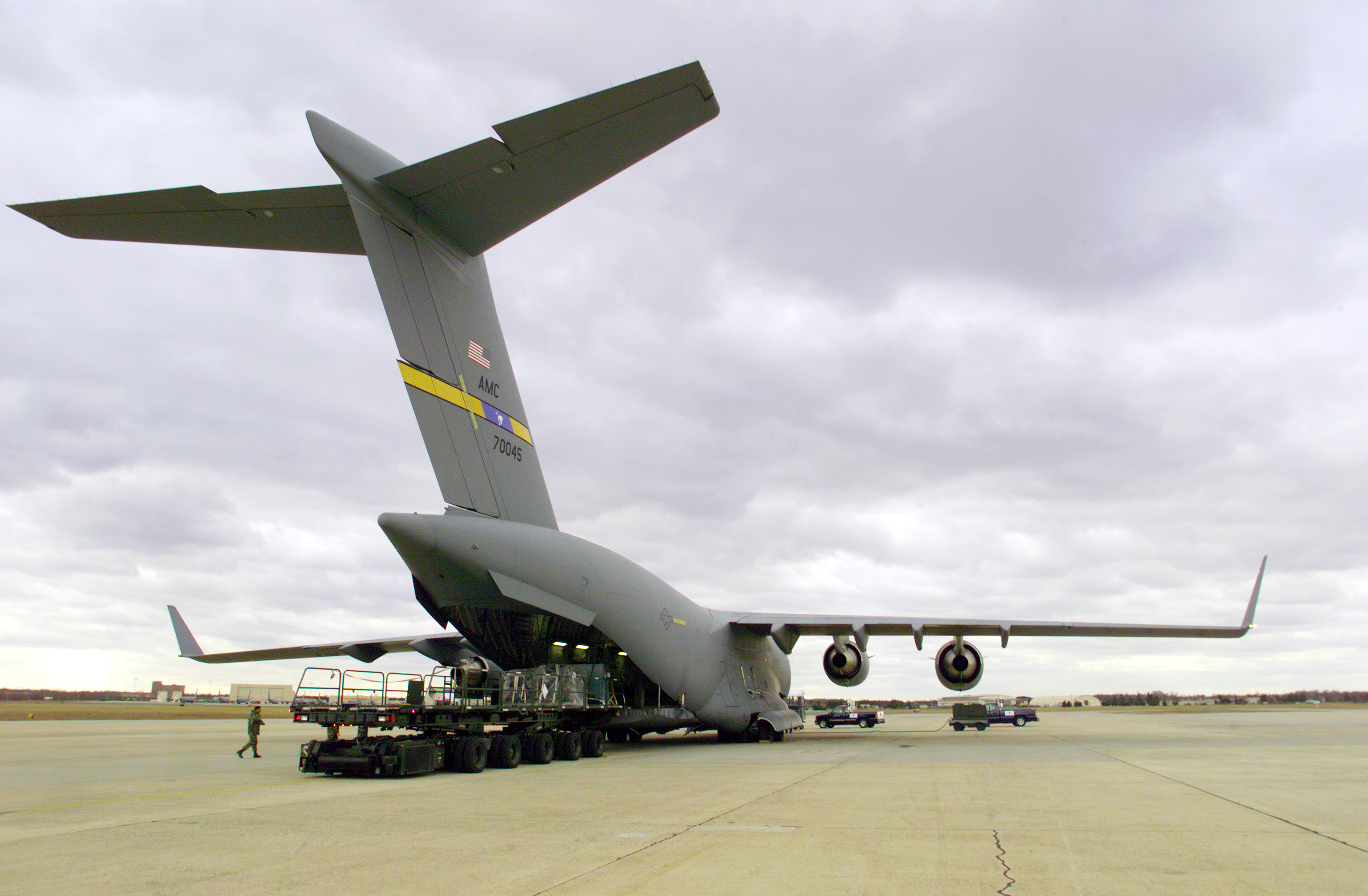
Завантаження вантажів на борту стратегічного військово-транспортного літака C-17 «Глоубмастер III». 2 березня 2000
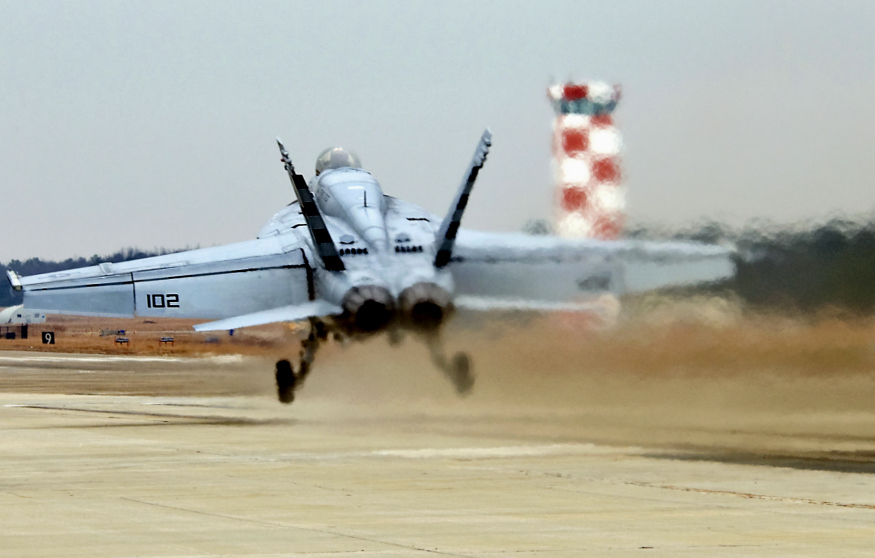
Випробувальний зліт винищувача F/A-18E «Супер Хорнет» з новим устаткуванням. 16 грудня 2010
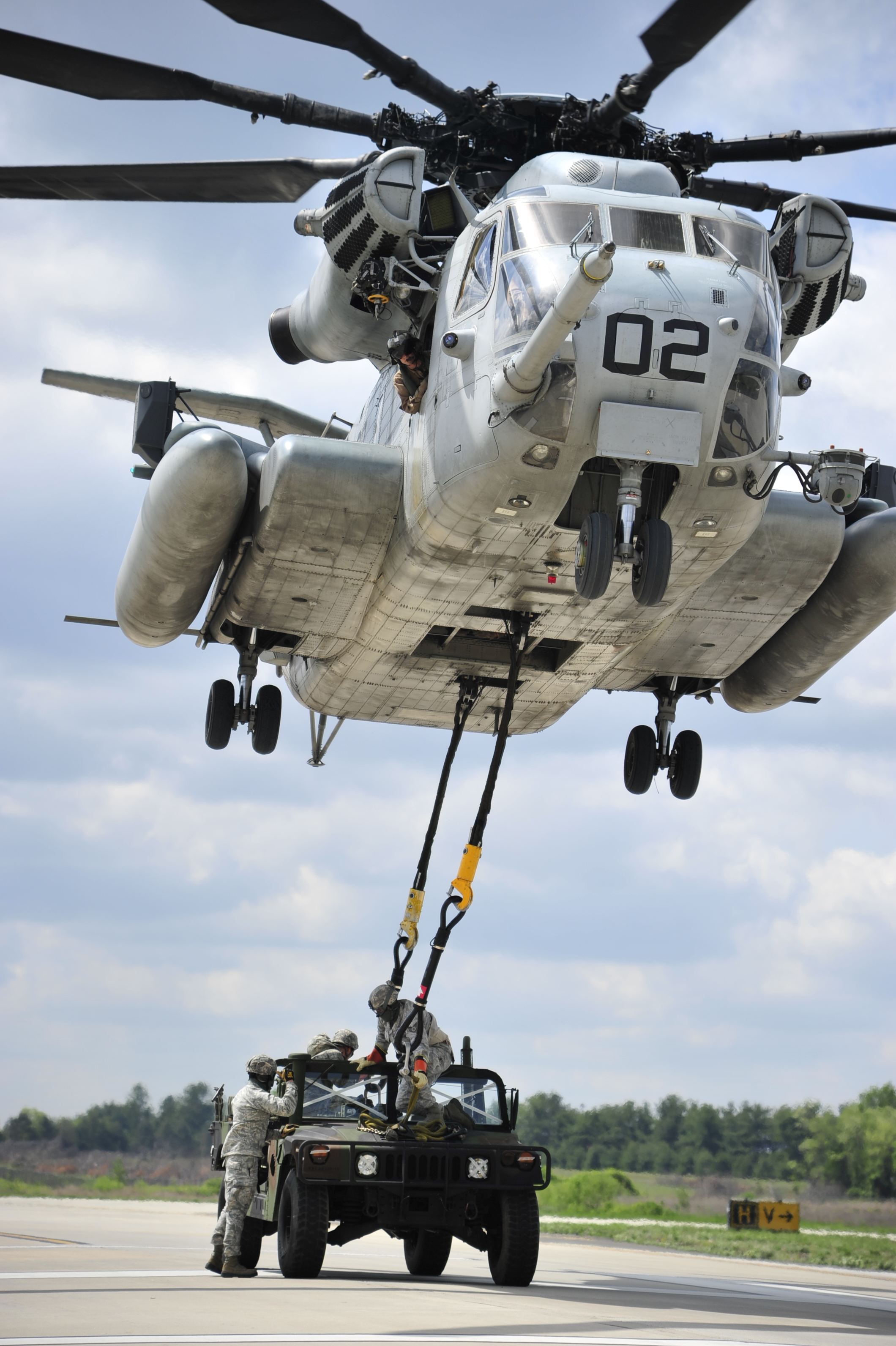
Члени екіпажу вертольоту Корпусу морської піхоти США CH-53E «Супер Сталліон» проводять спільну справу з льотчиками на об’єднаній базі Макгвайр-Дікс-Лейкгерст. 10 травня 2012
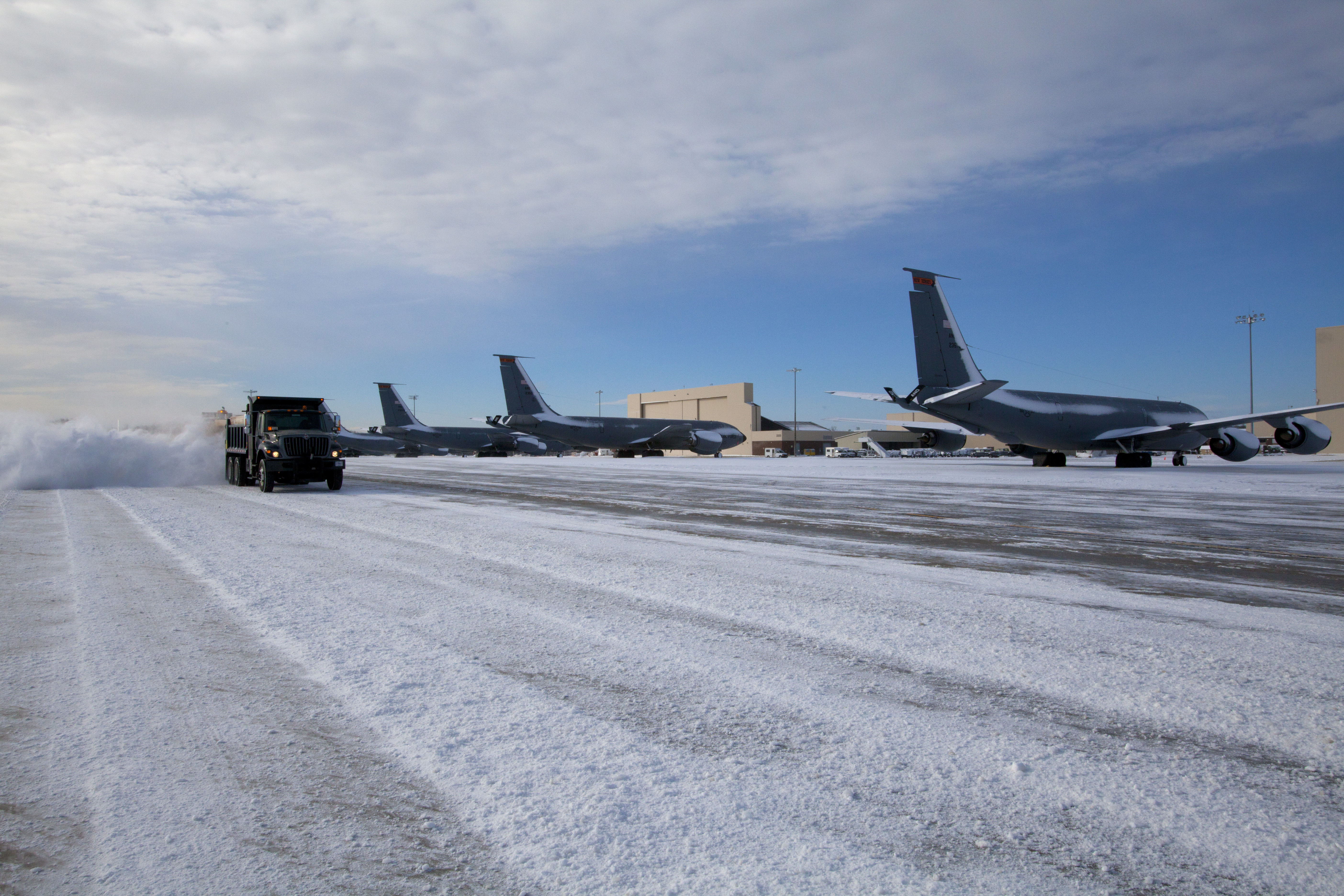
Очищення від снігу та льоду злітно-посадкової смуги аеродрому для літаків 108-го крила дозаправлення ПС Національної гвардії Нью-Джерсі. 9 лютого 2013
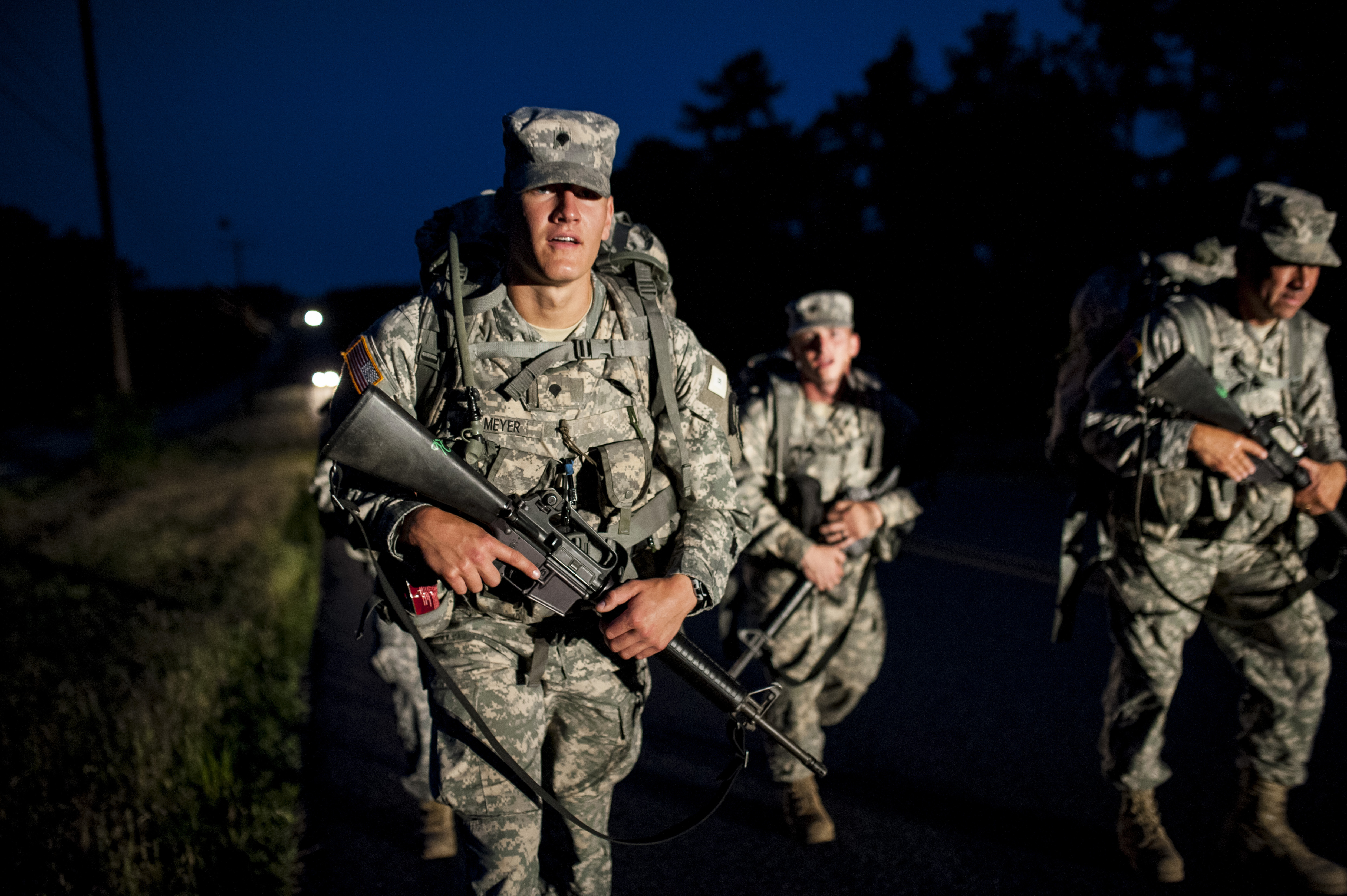
Змагання на найкращого воїна Резервної армії. 25 червня 2014
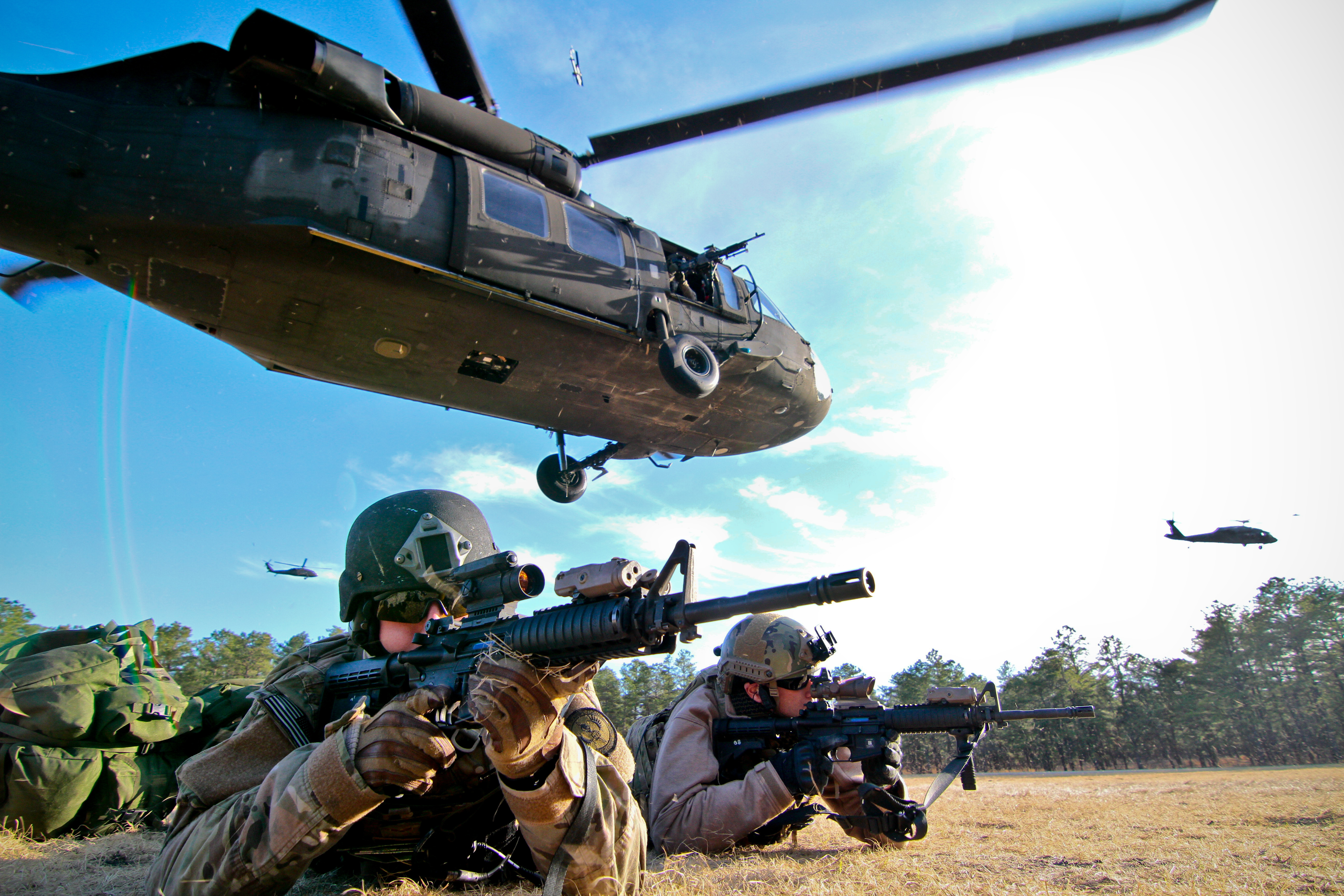
Тактична підготовка піхотного підрозділу у взаємодії з вертольотами UH-60 «Блек Хок». 10 квітня 2014
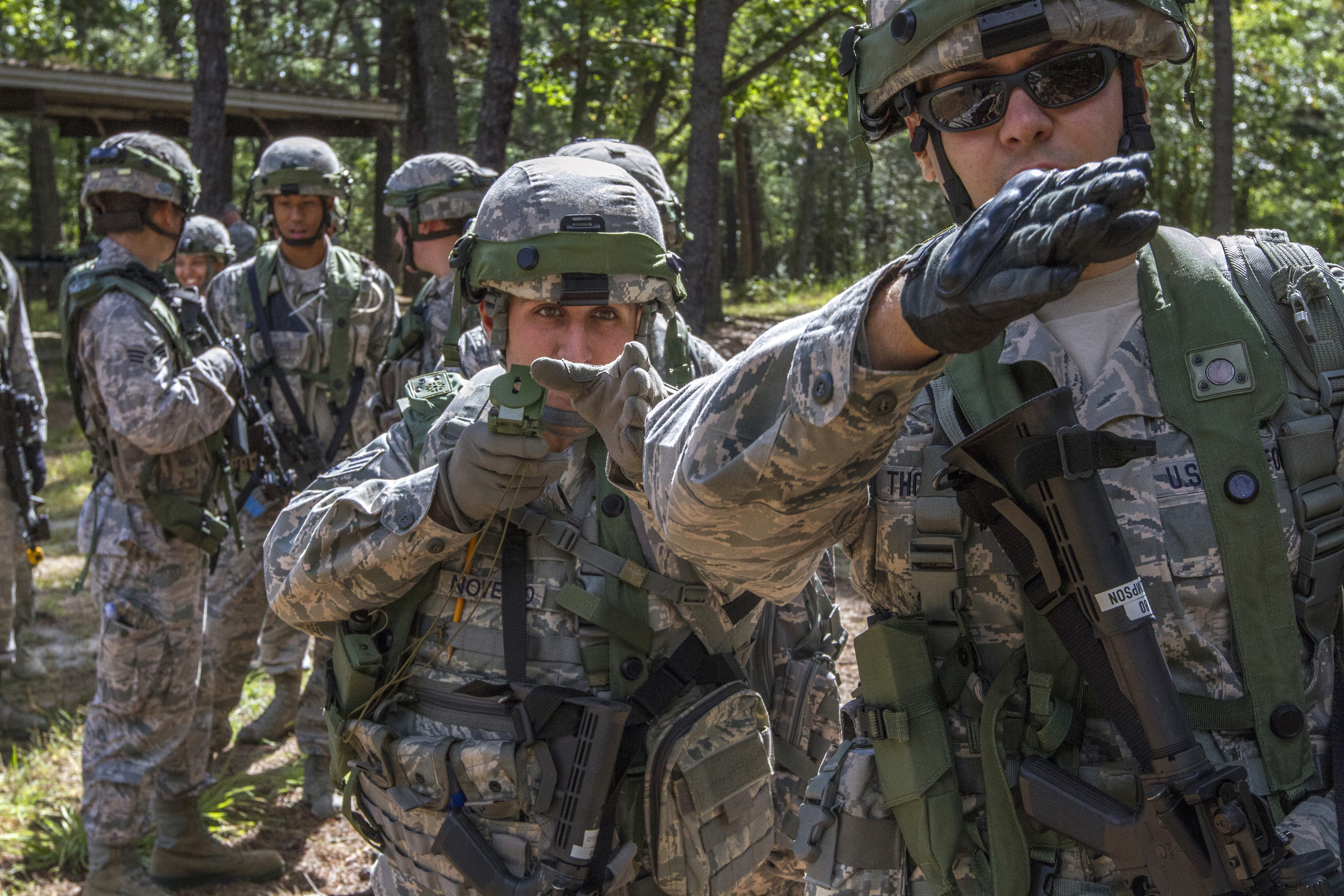
Заняття з тактичної підготовки спецпідрозділу 108-го авіакрила. 14 вересня 2014
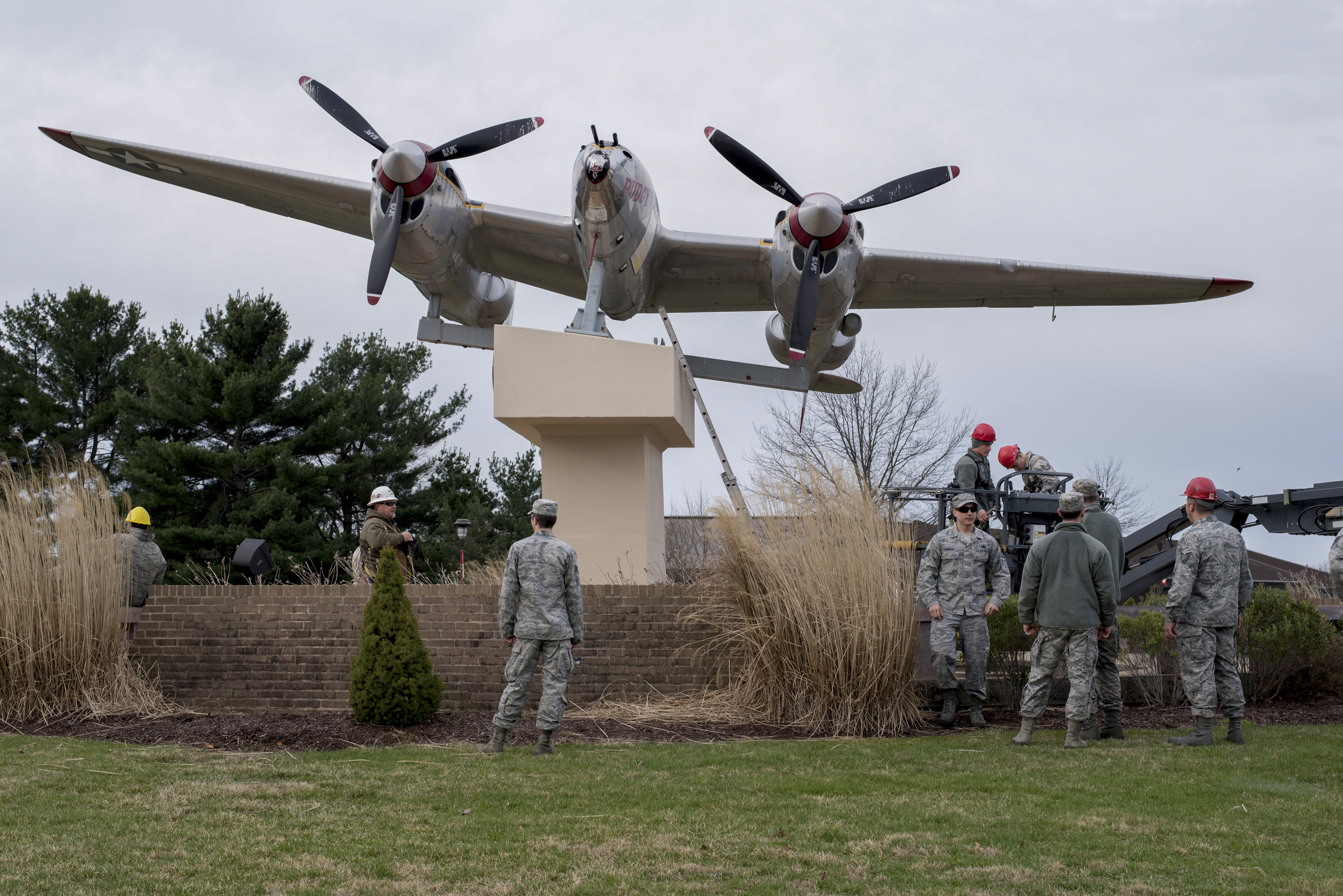
Встановлення винищувача P-38 «Лайтнінг» на постамент. 13 квітня 2015
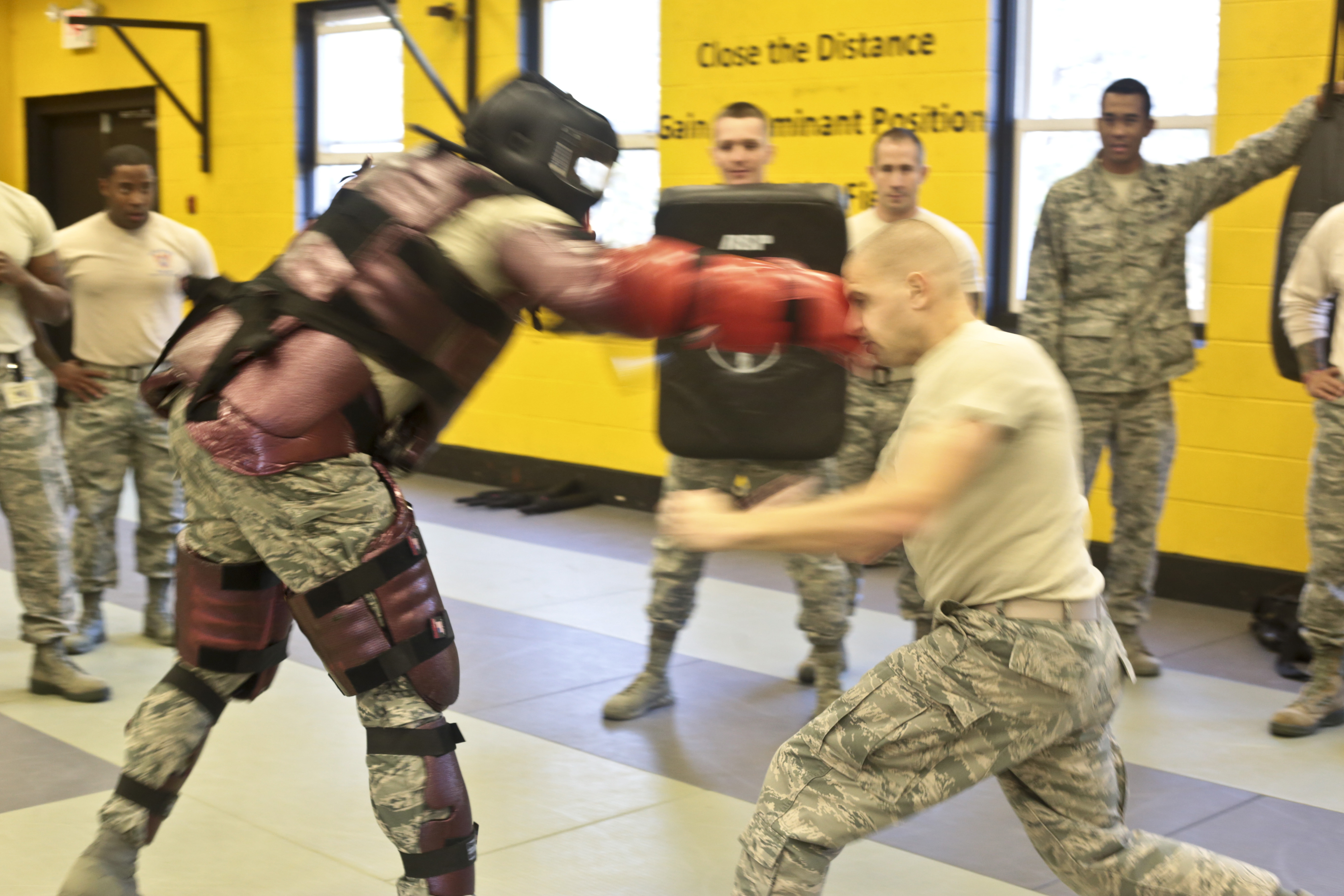
Зайняття з рукопашного бою для особового складу 108-го батальйону забезпечення охорони. 6 листопада 2016
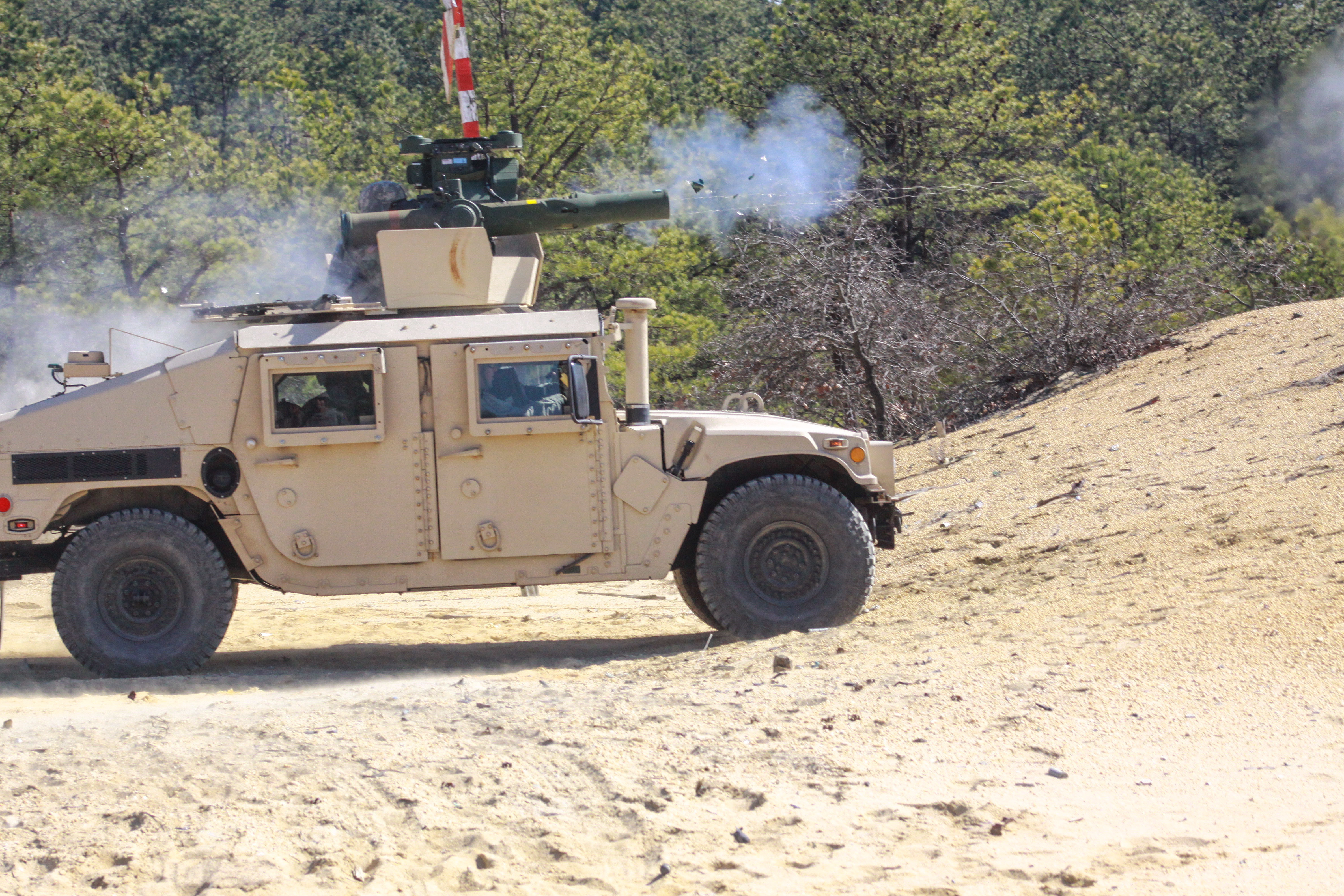
Вогнева підготовка 50-ї піхотної бригади з пуском протитанкової ракети «Тоу» на полігоні. 22 березня 2017
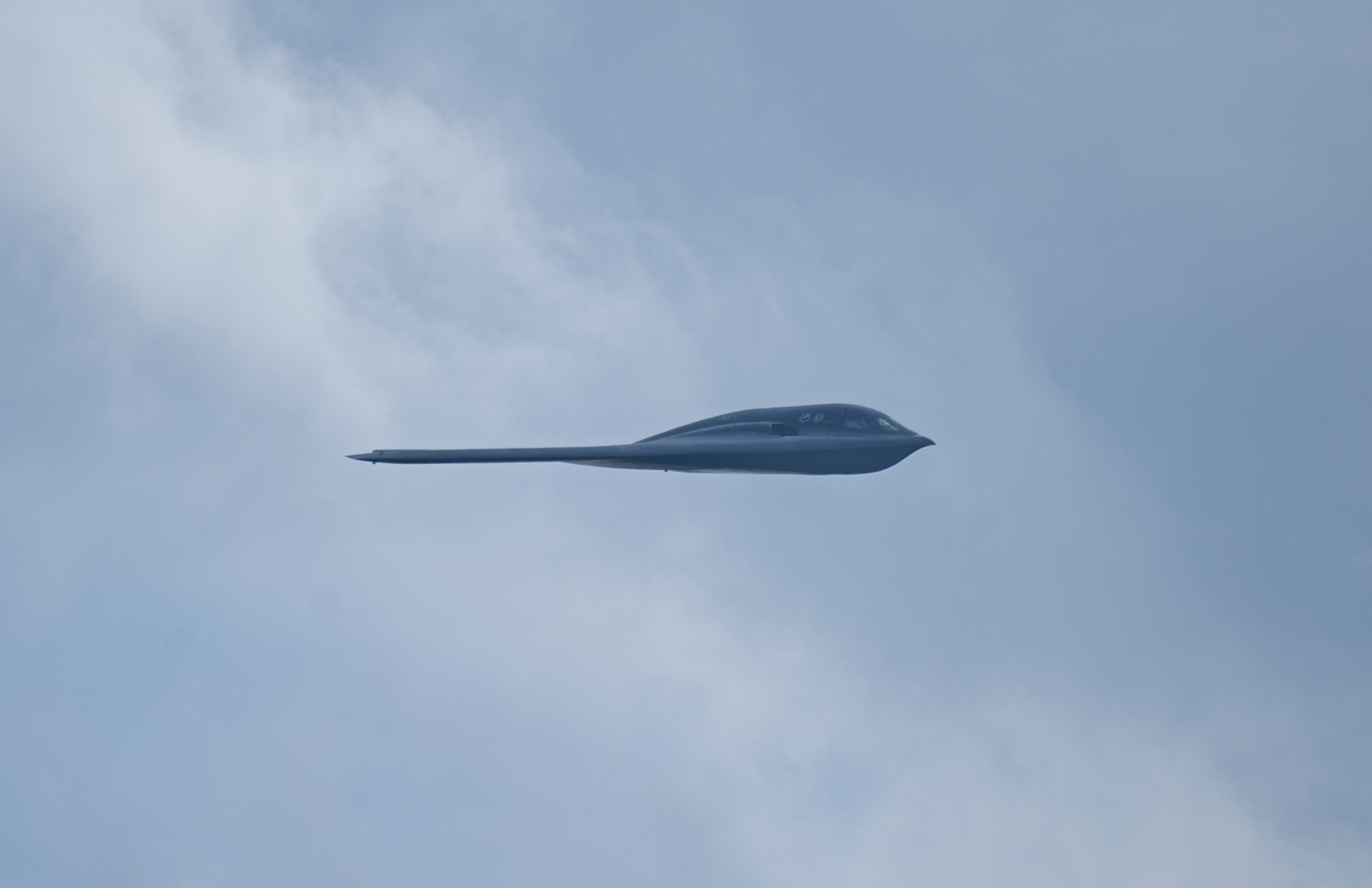
Демонстраційний політ малопомітного стратегічного бомбардувальника B-2 «Спіріт». 14 травня 2016